# Hippomachus leechi
Hippomachus leechi là một loài ruồi trong họ Asilidae. Hippomachus leechi được Londt miêu tả năm 1985. Loài này phân bố ở vùng nhiệt đới châu Phi.